# تاي موراي
تاي موراي (بالإنجليزية: Ty Murray)‏ هو مربي ماشية أمريكي، ولد في 11 أكتوبر 1969 في فينيكس في الولايات المتحدة.